# Acacia ehrenbergiana
Acacia ehrenbergiana är en ärtväxtart som beskrevs av Friedrich Gottlob Hayne. Acacia ehrenbergiana ingår i släktet akacior, och familjen ärtväxter. IUCN kategoriserar arten globalt som livskraftig. Inga underarter finns listade i Catalogue of Life.